# Fayetteville (Virgínia Ocidental)
Fayetteville é uma cidade  localizada no estado norte-americano de Virgínia Ocidental, no Condado de Fayette.

Localiza-se ao longo do Novo Rio e dá acesso aos melhores locais de rafting da América do Norte.

## Demografia
Segundo o censo norte-americano de 2000, a sua população era de 2754 habitantes.
Em 2006, foi estimada uma população de 2655, um decréscimo de 99 (-3.6%).

## Geografia
De acordo com o United States Census Bureau tem uma área de
7,6 km², dos quais 7,6 km² cobertos por terra e 0,0 km² cobertos por água. Fayetteville localiza-se a aproximadamente 282 m acima do nível do mar.

## Localidades na vizinhança
O diagrama seguinte representa as localidades num raio de 20 km ao redor de Fayetteville.